# Museo de la Cultura Hñähñu y Centro Cultural del Valle del Mezquital
El Museo de la Cultura Hñähñu y Centro Cultural del Valle del Mezquital es un museo y centro cultural localizado en Ixmiquilpan, estado de Hidalgo (México).

## Historia
Este museo se inauguró el 18 de marzo de 1987, y posteriormente, en 1991 se creó la Casa de la Cultura, para lo cual se construyeron tres pequeños salones para talleres artísticos. El museo se rehabilitó, reabriendo el 29 de marzo de 2004. El Centro Cultural también fue rehabilitado y remodelado, abriendo el 25 de enero de 2011.

## Museo
El Museo de la Cultura Hñähñu tiene cinco salas permanentes y un jardín etnobotánico. Cada sala está dedicada a un tema específico:
- Sala 1. La naturaleza: se muestra una fotografía panorámica del municipio de Ixmiquilpan, tomada por la fotógrafa Alicia Ahumada, en la exposición se muestra la relación de la naturaleza con las culturas indígenas.[1][3]
- Sala 2. Aequitectura religiosa de la Colonia-Lo simbólico: se muestra la cosmovisión indígena y la llegada de los frailes agustinos y franciscanos en el siglo XVI.[1][3]
- Sala 3 Y 4. Maíz y milpa, maguey y árbol de las maravillas: se muestra el desarrollo del maguey, el pulque y el maíz en el Valle del Mezquital.[1][3]
- Sala 5. Arte popular Hñähñu: en dieciocho vitrinas se muestra la labor de los artesanos para trabajar palma, ixtle, hoja de maíz, carrizo, barro, madera y fibra de lechuguilla; y se aprecia en el bordado típico de la región.[1][3]

El Jardín etnobotánico cuenta con más de cuarenta ejemplares de quince especies de la flora del Valle del Mezquital, destacando garambullos, lechuguillas, nopales y biznagas.

## Centro cultural
El Centro Cultural del Valle del Mezquital cuenta con una tienda y librería y exhibición de arte popular. Cuenta con espacios diseñados y equipados para la impartición de las disciplinas de ballet, danza, teatro, música, artes plásticas, creación literaria y la enseñanza de la lengua Hñähñu. Además de un salón de usos múltiples, servicios sanitarios, bodegas, áreas verdes y estacionamiento. Como parte del equipamiento las instalaciones están dotadas con mobiliario, instrumentos musicales, equipo de audio y video, colchonetas y otros enseres propios para la enseñanza artística.